# Países sucesores del Imperio ruso
Durante la guerra civil rusa, los grupos de bolcheviques agruparon diferentes regiones del Imperio ruso; este desmembramiento creó los llamados Estados presoviéticos, cada uno con su gobierno, con el auge del comunismo soviético; muchos eran versiones del comunismo planteado por Lenin, el Leninismo. 
La mayoría de las Repúblicas posimperiales fueron adquiridas mediante el sistema político-administrativo, por lo cual la mayoría eran una o varias gubérniyas juntas. Los Estados se enumeran a continuación: 
| | |
| Estado Sucesores de Imperio Ruso - 1. República Soviética Socialista de Besarabia - 2. República Soviética del Mar Negro - 3. República Soviética Socialista de Corasmia - 4. República Popular de Crimea - 5. Reino de Finlandia - 6. República Soviética Socialista de Galitzia - 7. República Popular de Kubán - 8. República Autónoma Socialista Soviética de Moldavia - 9. República Soviética de Naissaar - 10. República de las Montañas del Cáucaso Septentrional - 11. República Soviética de Stávropol - 12. Gobernación de Táurida - 13. República Autónoma Socialista Soviética de los Alemanes del Volga - 14. República Democrática de Armenia - 15. República Democrática de Azerbaiyán - 16. República Popular Bielorrusa - 17. República del Extremo Oriente - 18. República Democrática de Georgia | - 19. República Popular Ucraniana - 20. Estado Idel-Ural - 21. Imanato del Cáucaso - 22. Óblast autónomo de Karakalpakia - 23. República de Ingria Septentrional - 24. Lituania Central - 25. República Popular de Tannu Tuvá - 26. República Autónoma Socialista Soviética del Turquestán - 27. Segunda República polaca - 28. República de Estonia - 29. República de Letonia - 30. República de Lituania - 31. Autonomía de Alash - 32. República Socialista Soviética de Turkmenistán - 33. República Autónoma Socialista Soviética del Turquestán - 34. República Popular Soviética de Bujará - 35. República Socialista Federativa Soviética de Rusia |